# Trudo Toren

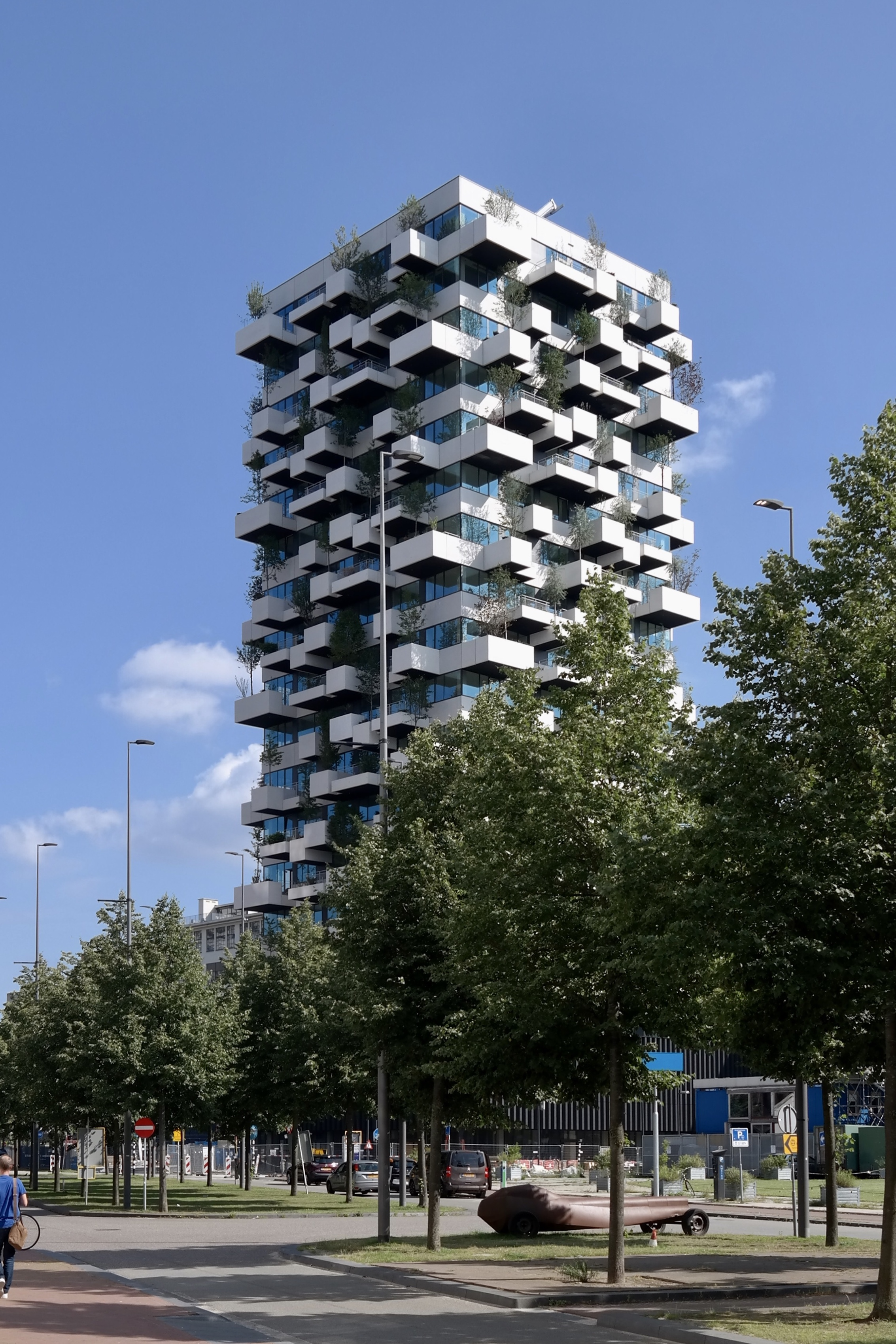
Trudo Toren (2021)

Der Trudo Toren ist ein Wohnturm im Viertel Strijp-S (einem ehemaligen Gewerbegebiet) in Eindhoven. Das Gebäude wurde vom Mailänder Architekten Stefano Boeri entworfen. Die Wohnungsbaugesellschaft Trudo beauftragte ihn im Jahr 2017 mit der Planung. Das Hochhaus Bosco Verticale in Mailand war das erste Hochhaus dieser Art. 
Der Turm ist 70 Meter hoch. Es gibt 125 Sozialmietwohnungen mit jeweils etwa 50 Quadratmetern Wohnfläche und 3,50 m Deckenhöhe. Im ersten Stock gibt es ein Restaurant und Einzelhandel. Im dritten Stock befinden sich ein großer gemeinsamer Innenbereich mit Küche und Dachterrasse und fünf Lofts. Von der vierten bis zur achtzehnten Etage gibt es pro Etage acht Lofts. Jedes Loft hat einen Balkon und zwei große ‚Grünkästen‘.